# Colombar de Sumba
Treron teysmannii
Espèce
Statut de conservation UICN

 NT  : Quasi menacé
Le Colombar de Sumba (Treron teysmannii) est une espèce d'oiseaux de la famille des Columbidae.

## Répartition
Il est endémique de Sumba en Indonésie.

## Habitat
Il habite les forêts humides de plaines subtropicales ou tropicales.
Il est menacé par la perte de son habitat.